# Tamron SP AF 90mm f/2.8 Di 1:1 Macro

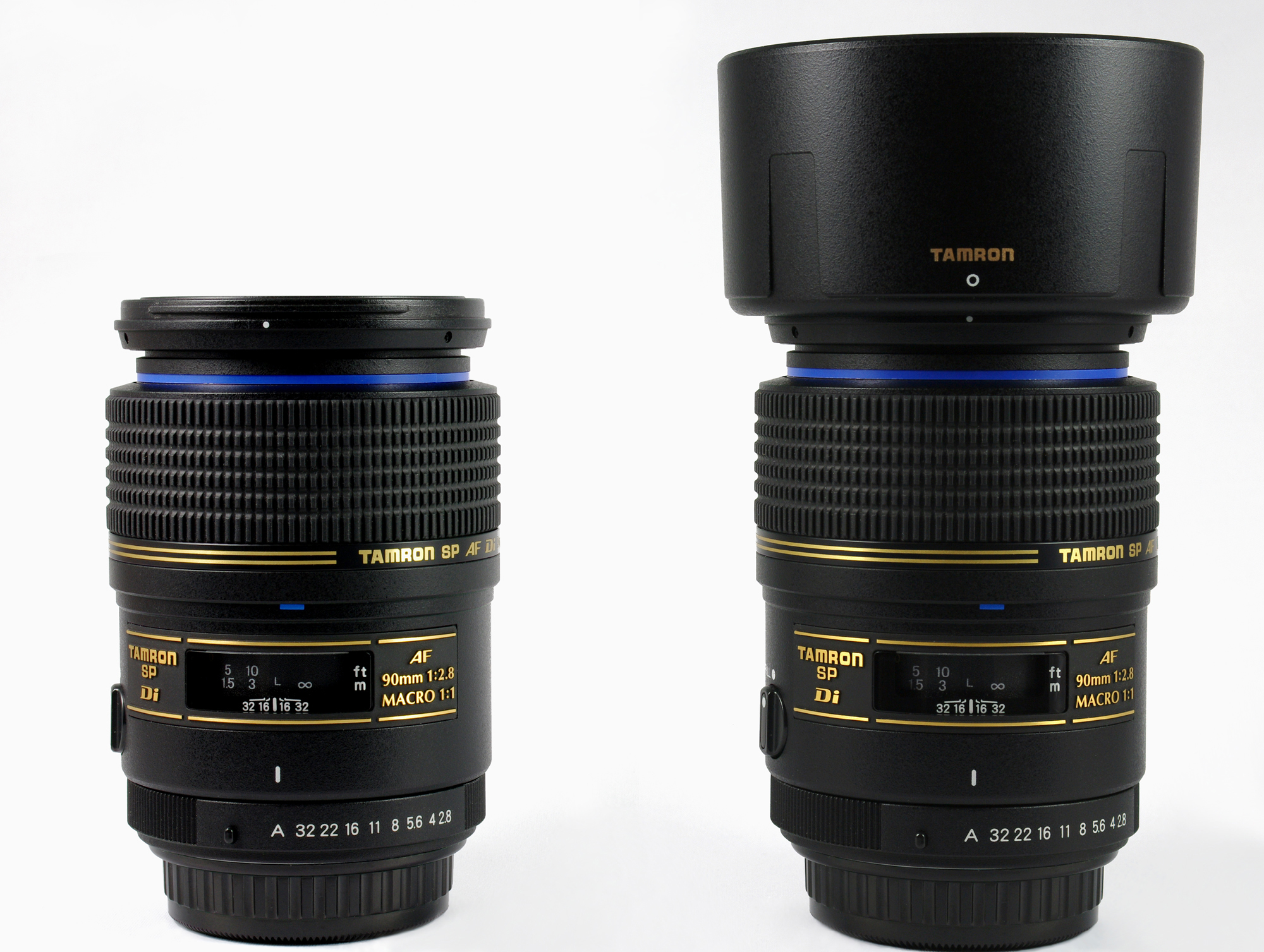
Lente Macro SP AF 90mm 2.8 Di 1.1 da empresa Tamron.

A SP AF 90mm 2.8 Di 1.1 Macro lens é uma lente macro produzida pela Tamron. Ela foi lançada em 1997.
Teve uma nova versão desenvolvida em fevereiro de 2000.